# 維托·埔柱
維托·埔柱（丹麥語：Victor Børge，原名；1909年1月3日—2000年12月23日），丹麥幽默作家、鋼琴家、指挥家，有「偉大的丹麥人」和「丹麥小丑太子」之稱。埔柱在丹麥哥本哈根出生，在美國康乃狄克州格林威治逝世。

## 生平
埔柱的父親伯恩哈德·羅森巴姆在皇家丹麥教堂當小提琴家，母親弗雷德里克·羅森巴姆是教堂的鋼琴家。埔柱3歲的時候已經跟媽媽學鋼琴。沒多久，他被發現是一名神童。由於他8歲時候的第一次演奏，他被授予獎學金，入讀皇家丹麥音樂學院。他在Olivo Krause、Victor Schiøler、Frederic Lamond和Egon Petri等名師的教導下學習。
1926年埔柱在丹麥「奇怪的傢伙音樂廳」裏舉行他第一次的演奏會。當了幾年古典鋼琴演奏家後，他開始以笑話和鋼琴音樂的新形式來表演。1933年他第一次以這新形式來表演，同一年內，他和埃爾西·齊爾頓結婚。婚後，埔柱開始作歐洲巡迴演出，並以反納粹笑話娛樂大眾。他的這個舉動，引起了阿道夫·希特勒的注意，不用多久，希特勒將這名敢言的猶太人列為德國的敵人。
當納粹德軍第二次世界大戰攻陷丹麥的時候，埔柱正在瑞典表演，成功逃亡到達芬蘭。由於他太太是美國人的關係，他成功乘坐客輪「美國軍隊」號離開歐洲逃亡到美國。他在1940年8月28日抵達美國的時候，身上只剩下20美元，其中3美元用來支付了美國海關關稅。當埔柱知悉他母親病危之後，他假扮成一名水手，冒着生命危險回到丹麥探望她。
雖然到達美國後對英語仍一竅不通，但由於他不斷以看電影來學習，埔柱很快便能夠迎合他的美國觀眾。1941年他以藝名Victor Borge在Rudy Vallee的電台節目中亮相，其後冰·哥羅士比以廣播節目「卡夫音樂廳」的名義聘請他。
從此之後，他的事途更上一層樓。1942年埔柱贏得最佳電台新表演者獎。不久多名電影明星列如法蘭·仙納杜拉等邀請他拍電影。1946年當他有機會在全國廣播公司主持《維托·埔柱秀》的時候，他借機在電視面前操練他的表演技巧。這些技巧包括：不斷重複他將要用鋼琴演奏一首樂曲，但每次都被這個那個騷擾，又或者對在座觀眾品頭論足，又或者討論蕭邦《小狗圓舞曲》（即《一分鐘圓舞曲》）作為煮沸雞蛋計時器之好與壞。
他其中一個著名的技倆是他的《標點發音法》，他喜歡在朗讀故事的時候，把標點符號也當作仿聲詞發聲朗讀出來。
另一個埔柱的著名技倆便是他的「通漲式」語言，他會把一些聽起來好像包含有英文數字讀音的英文字加1，例如把「inflate」 變成「inflnine」（因為「ate」跟「eight」發音相同，再加1），把「before」變成「befive」（因為「fore」跟「four」發音相同，再加1），把「Tea For Two」變成「Tea Five Three」等等。
在電視上，埔柱充份利用視覺和動作的元素來達到最佳效果。他會彈出一段聽起來蠻奇怪的調子，表情越來越迷茫，將樂譜倒轉後再彈出原有的調子，然後向觀眾展現出喜悅滿意的笑容。每當他活力充沛的鋼琴演奏令他跌出鋼琴凳的時候，他會把凳子蓋打開，拿出一條汽車安全帶來將自己綁在凳子上。這樣做安全些嗎。
他喜歡和觀眾互動。例如，當他發現一個有興趣與他互動的觀眾坐在第一排時，他便會問:「您喜歡鋼琴音樂嗎？」如果他說喜歡，埔柱便會把樂譜從鋼琴上拿下來交給他，對他說:「這是您的。」待觀眾笑聲完畢後，他便會告訴他:「盛惠1元9毛半。」（或當時樂譜的價錢。）
埔柱1948年在艾德·蘇利文主持的艾德·蘇利文秀節目中擔當嘉賓，同年，他歸化入美國。1953年10月2日他在紐約黄金劇院開始上演他的《音樂中的喜劇》騷。與第一任妻子埃爾西·齊爾頓離婚後，他在1953年與 Sarabel Sanna Scraper 結婚。《音樂中的喜劇》這個單人秀在1956年1月21日演畢時，上演了849次，並列入了健力士世界紀錄大全。
在他巡迴演出期間曾經與紐約管弦樂團和倫敦管弦樂團等舉世聞名的管弦樂團合作。埔柱為人謙虛，當他1992年接受皇家丹麥交響樂團之邀請，在哥本哈根的皇家丹麥劇院作樂團指揮的時候，他感覺到極度的榮幸。
埔柱曾協助建立多個信託基金，包括:《向斯堪的納維亞致謝基金》。這個基金是為那些曾經幫助猶太人逃離納粹魔掌的人而設。1999年，埔柱接受了甘迺迪中心頒給他的甘迺迪中心榮譽獎。
除了音樂作品外，埔柱亦是2本書的作者，包括:《我最喜歡的中場休息》和《我最喜歡的音樂喜劇》（跟羅伯特·謝爾曼合作）他在 Niels-Jørgen Kaiser 的幫助下曾替自己寫了一本自傳，書名是《微笑是最短的距離》（丹麥語：Smilet er den korteste afstand）。
埔柱在逝世前的晚年仍然沒有停下來，不斷地巡迴演出。在他90歲那年，他作了差不多60次演出。
入行超過75年後，埔柱2000年12月23日在康乃狄格州格林威治在睡夢中安詳去世。逝世前1天，他剛從丹麥完成演出回來。女兒 Frederikke Borge 說: 「他離去得合時，我爸爸近來非常想念母親。」。埔柱遺下4名兒女，與 Sarabel 所生的維克多·埔柱和 Frederikke，與埃爾西·齊爾頓所生的朗奴·埔柱和珍妮·埔柱。

## 名句
- 我有今晚，要多謝我的父母，也要多謝我的兒女不少。
- 我不介意衰老，我只是不習慣而已。
- 笑聲是人與人之間最短的距離。
- 如果我能夠令到一個人開心得留下眼淚，那就是我的報酬，其餘的歸政府所有。
- 我只懂兩首歌，一首是「Claire de Lune」，第二首不是。
- 小提琴與中提琴的分別是中提琴的燃燒時間比較長。
- 你們回家的時候請小心駕駛。是小心駕駛，因為我會夢遊。

## 錄音專輯
1. 《音樂喜劇》 (1954年, Columbia Records CL-554, re-released on CD in 1999)
2. 《撞個正着》 (1955年 Columbia Records CL-646, re-released on CD in 1995)
3. 《埔柱回來了》 (MGM E-3995)
4. 《維托·埔柱》 (1962年, MGM SE-3995P)
5. 《喜劇的偉大時刻》 (1964年, Verve V/V6 15044 - a re-issue of Borge's Back)
6. 《安徒生》 (1966年 Decca DL-34406)
7. 《短笛和色士風之旅》 (Columbia Records CL-1223)
8. 《演奏會精華》 (Columbia Records CL-1305)
9. 《一個埔柱節目》 (Columbia Records CL-6013)
10. 《我最喜歡的音程》(Pye 502)
11. 《埔柱的兩面》 (1998年)

## 站外連結
- 向維托·埔柱致敬 （页面存档备份，存于）